# KV15
KV15 무덤은 이집트 왕가의 계곡에 위치한 무덤으로, 이집트 제19왕조의 파라오 세티 2세의 무덤으로 건설되었다.

## 구조
왕들의 계곡 본류에서 남서쪽으로 뻗어 있는 와디의 시작부분에 위치해 있으며, 거의 수직에 가까운 구덩이 아래에 파여졌다. 북서쪽에서 남동쪽으로 향하는 축을 따라 긴 복도가 이어지는 구조로, 입구쪽의 짧은 복도 너머로 복도 구간 세 개가 이어지며 끝에는 우물실이 있으나 실제로 파여지지는 않았다. 그 이후로는 기둥 4개가 서 있는 중앙실과 또다른 복도구간이 이어지는데 끝쪽을 매장실로 개조하였다.
내부의 벽과 천장은 석고로 덮여 있었으며 자칼신 아누비스와 라, 오시리스의 추종자들을 나타내는 일련의 신이 두 줄로 서 있는 벽화가 그려져 있었다. 그 아래로는 아래쪽 줄의 미라처럼 생긴 인물들이 줄지어 서 있는 모습이다. 천장을 길게 따라 날개 달린 여신 누트가 그려져 있으며, 누트의 머리 위에는 태양신 라의 영혼 (바)를 묘사하고 있다. 이상의 벽화는 전통에 따라 라의 기도문, 암두아트의 서, 관문의 서에서 따온 그림이다. 우물실의 벽화는 신전을 찾은 국왕을 다양한 모습으로 표현했다는 점에서 특이하다. 예컨대 표범의 등을 타거나 파피루스로 만든 소형선 위에 올라탄 국왕을 묘사해 놓았다. 그림 속에 나타난 유물들은 투탕카멘의 무덤에서 실물로 발견된 유물을 찾아볼 수 있다.

## 역사

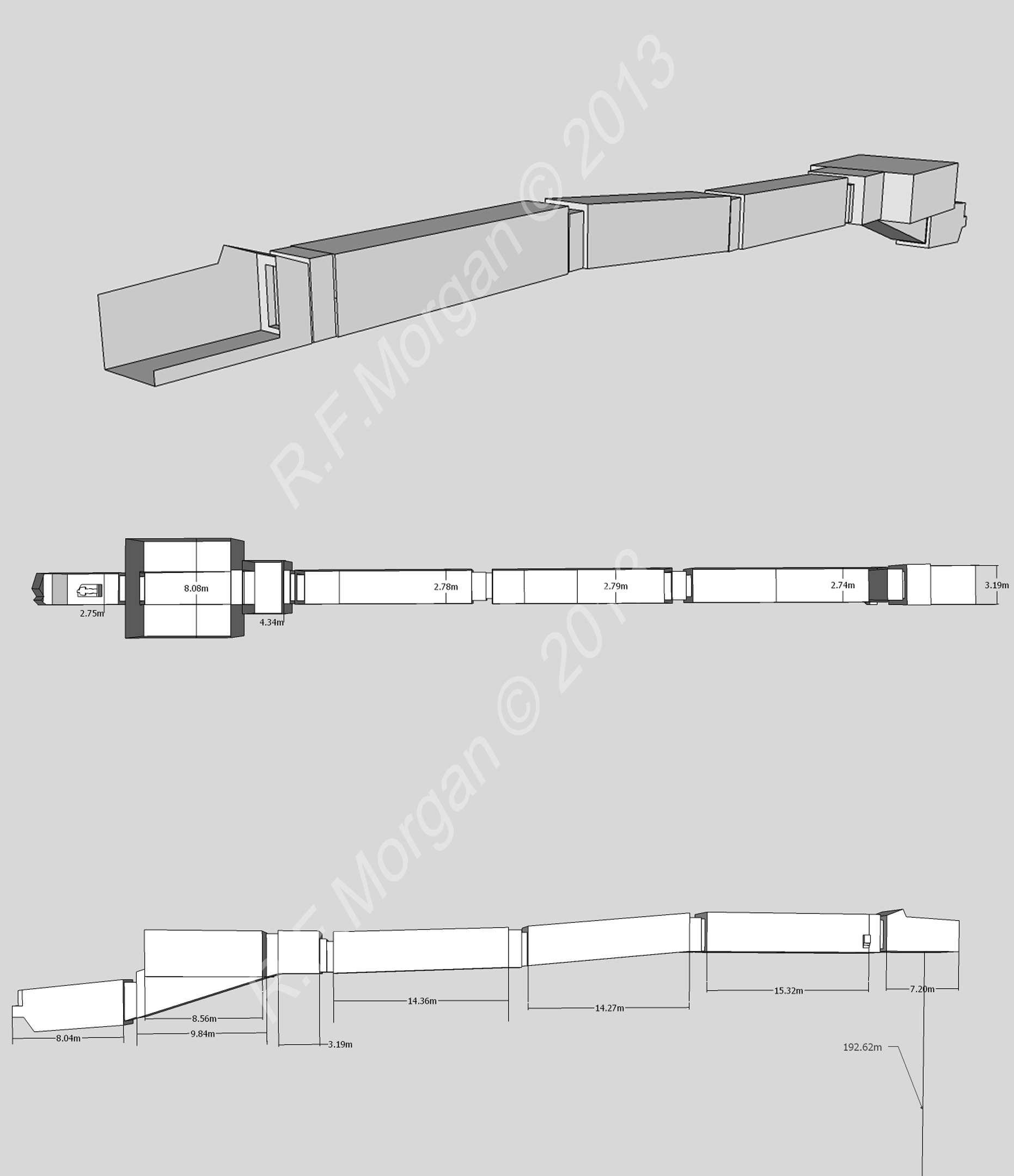
KV15 개략도

무덤의 역사에 대해서는 비교적 알려진 바가 적다. 세티 2세가 이곳에 묻혔던 것은 확실하지만, 원래는 아내 토스레트의 무덤인 KV14에 함께 묻혔다가 나중에 국왕 셋나크테가 KV14를 자신의 무덤으로 삼으면서 이곳으로 급히 옮겨졌을 가능성도 제기된다. 실제로 세티 2세의 이름이 한차례 새겨졌다 지워진 후에 다시 새겨진 흔적이 확인된다. 이름을 지운 사람은 아멘메세나 시프타라는 설이 존재하며 토스레트가 세티의 이름을 복원했을 가능성도 있다. 세티 2세의 미라는 훗날 도굴을 피해 KV35의 미라 은닉처로 옮겨졌으며 KV15에는 석관의 뚜껑만이 남았다.
KV15는 일찍이 고대부터 외부에 노출되었으며 그 증거로 내부 벽에 그리스어와 라틴어로 적힌 낙서 59개가 확인된다. 1738년 영국의 리처드 포코크가 무덤 내부를 조사한 적은 있으나, 제대로 정리된 것은 1903년~1904년 발굴조사를 실시한 하워드 카터에 의해서였다. 1922년 하워드 카터가 인근에 있던 투탕카멘의 무덤(KV62)를 발견하게 되자, 그의 조수였던 알프레드 루카스와 아서 메이스가 KV62의 부장품을 카이로 박물관으로 이전하기에 앞서 정리하고 복원하기 위한 임시작업실로서 활용한 바 있다.
현재 무덤 내부는 바닥과 난간을 깔고 조명을 설치해 관광객들에게 개방된 상태로 유지되고 있다.